# Magura (Beskidy Skolskie)
Magura (ukr. Маґура, 1362,7 m n.p.m.) – najwyższy szczyt Beskidów Skolskich będących częścią Bieszczadów Wschodnich. Znajduje się w południowo-zachodniej części Ukrainy, na wschód od wsi Libochora.